# Ovčírna
Ovčírna (dříve také Benedín) je osada obce Oslavička v okrese Žďár nad Sázavou. Nachází se čtyři kilometry jihozápadně od Velkého Meziříčí.

## Geografie
Ovčírna se nachází v povodí řeky Oslavičky v Křižanovské vrchovině v jižní části Českomoravské vrchoviny. Na sever od osady leží údolí řeky Balinky a přírodní rezervace Balinské údolí. Přes území osady vede železniční trať z Náměště nad Oslavou do Velkého Meziříčí. Obec Oslavička se nachází na území přírodního parku Třebíčsko. Východně od osady leží Benetínský rybník.
Obec sousední na severu s osadou Amerika, na severovýchodě s obcí Oslavice, na východě s obcí Osové, na jihovýchodě s obcí Rohy, na jihu s obcí Oslavička, na jihozápadě s obcí Nový Telečkov, na západě s obcemi Horní Heřmanice a Baliny a na severozápadě s obcí Uhřínov.

## Historie
První písemná zmínka o osadě pochází z roku 1376, kdy byl majitelem osady vladyka Matějek z Benedína, rodina vladyky Matějka v obci sídlila. Majetky Matějka později zdědil jeho bratr Zdich. Obec byla v době husitských válek pravděpodobně rozbořena. V roce 1481 byla osada koupena Mikulášem Oslavickým z Jemničky. V roce 1406 byla poprvé písemně zmíněna tvrz v Benedíně, ta posléze byla poničena a někdy v době, kdy byla začleněna vesnice pod Oslavičku zanikla.
V 16. století byl u Benedínského rybníka založen klášter, který byl v době třicetileté války zničen. Dle legendy z něj měla zůstat jediná ovce, z čehož vznikl název osady.
Po změnách správního dělení v roce 1850 se osada Ovčírna přidružila pod Oslavičku, která spadala pod okres Velké Meziříčí. V roce 1961 se stala součástí Nového Telečkova a od roku 1990 je Ovčírna součástí obce Oslavička.

## Zajímavosti
- Přírodní Park Balinské údolí
- Lipová alej u myslivny, skládající se z 27 stromů, jihovýchodně od osady[2]